# Petřiny (métro de Prague)
Petřiny est une station de métro à Prague, en Tchéquie. Située sur la ligne A du métro de Prague entre Nemocnice Motol et Nádraží Veleslavín, elle est ouverte depuis le 6 avril 2015.